# Ptochophyle bradyspila
Ptochophyle bradyspila là một loài bướm đêm trong họ Geometridae.